# Olle Lundgren
Hans Olof (Olle) Lundgren, född 9 augusti 1919 i Gävle, död 15 mars 2017 i Gävle, var en svensk målare och teckningslärare.
Han var son till prokuristen Petrus Lundgren och Karin Berglund. Lundgren studerade vid Tekniska skolan och Högre konstindustriella skolan i Stockholm 1936–1941 samt under studieresor till Frankrike och Spanien. Han medverkade i samlingsutställningar arrangerade av Gävleborgs konstförening och Brynäsgruppen. Han var under några år knuten till Arbetarbladet som konstkritiker. Hans konst består av figurer, porträtt, stilleben och landskap utförda i olja, akvarell eller gouache. Hans konst har beskrivits som Cézanne-influerad impressionism. Han var som teckningslärare huvudsakligen verksam vid olika skolor i Gävle och senare högskolelektor vid Lärarhögskolan under några år. Som formgivare skapade han Pugs logotyp. Lundgren är begravd på Gamla kyrkogården i Gävle.